# Associazione Calcio Sambonifacese 2011-2012
Questa voce raccoglie le informazioni riguardanti l'Associazione Calcio Sambonifacese nelle competizioni ufficiali della stagione 2011-2012.

## Rosa
| N. |                    | Ruolo | Calciatore          |
| -- | ------------------ | ----- | ------------------- |
|    | Italia (bandiera)  | C     | Francesco Baltieri  |
|    | Italia (bandiera)  | A     | Alessandro Beccaria |
|    | Italia (bandiera)  | P     | Francesco Bonato    |
|    | Italia (bandiera)  | A     | Giacomo Boseggia    |
|    | Italia (bandiera)  | C     | Nicola Botticini    |
|    | Italia (bandiera)  | A     | Andrea Brighenti    |
|    | Italia (bandiera)  | C     | Francesco Caldana   |
|    | Italia (bandiera)  | C     | Andrea Caraceni     |
|    | Italia (bandiera)  | C     | Federico Carlini    |
|    | Italia (bandiera)  | A     | Stefano Coraini     |
|    | Italia (bandiera)  | C     | Alberto Creati      |
|    | Italia (bandiera)  | D     | Simone Daldegan     |
|    | Brasile (bandiera) | D     | Danimar De Assis    |
|    | Senegal (bandiera) | D     | Geffry Ebhote       |
|    | Italia (bandiera)  | A     | Alain Faccini       |
|    | Italia (bandiera)  | A     | Mattia Finotto      |

| N. |                           | Ruolo | Calciatore            |
| -- | ------------------------- | ----- | --------------------- |
|    | Costa d'Avorio (bandiera) | C     | Christian Manfredini  |
|    | Italia (bandiera)         | C     | Francesco Marianeschi |
|    | Italia (bandiera)         | C     | Daniele Messina       |
|    | Italia (bandiera)         | D     | Andrea Milani         |
|    | Italia (bandiera)         | A     | Alex Montagnani       |
|    | Italia (bandiera)         | D     | Andrea Moretto        |
|    | Italia (bandiera)         | P     | Fabio Nardoni         |
|    | Italia (bandiera)         | D     | Giovanni Orfei        |
|    | Italia (bandiera)         | C     | Sandro Peretti        |
|    | Italia (bandiera)         | C     | Alessandro Pisani     |
|    | Italia (bandiera)         | A     | Luca Ruggeri          |
|    | Italia (bandiera)         | C     | Andrea Tecchio        |
|    | Italia (bandiera)         | C     | Matteo Tondello       |
|    | Croazia (bandiera)        | D     | Dalibor Višković      |
|    | Italia (bandiera)         | A     | Nicolò Zanetti        |